# حمزة طارق
حمزة طارق (21 يوليو 1990 بكراتشي في باكستان - ) هو لاعب كريكت باكستاني.

## وصلات خارجية
- حمزة طارق على موقع إي آس بي آن كريك إنفو (الإنجليزية)